# International Association of Ultrarunners
Pour les articles homonymes, voir IAU.
L’International Association d'Ultrarunner (IAU) est une association pour promouvoir, gérer et réguler des événements sportifs de course à pied au-delà du marathon, soit à partir de 42,195 km sous le patronage de l’IAAF. Beaucoup de ces événements sont mentionnés comme l'ultrafond ou ultramarathon et quelques compétitions existent jusqu'à plusieurs jours.

## Événements
Les événements de l’IAU incluent des championnats du monde ou de continent de 50 kilomètres et 100 kilomètres de course sur route, pour les épreuves de 24 heures (24h World Challenge) et de trail (World Trail Championships).

## Histoire
L'Internationale Association d'Ultrarunners fut créée officiellement le 20 avril 1984 lors d'une épreuve par étapes sur les rives du Danube par un petit nombre de coureurs amis en activité à l'époque (Malcolm Campbell, José-Antonio Soto Rojas, Anton Smeets, Harry Arndt, Souhei Kobayashi, Gérard Stenger, Andy Milroy, Dan Branen, Edgar Patman) afin de promouvoir, gérer et réguler des événements de course au-delà du marathon, donc, supérieurs à 42,195 km. Pourtant, c'est en 1980 et les années qui suivirent que l'idée a commencé à prendre forme et si à l'origine l'IAU devait être officiellement en place le 9 septembre 1983, celui-ci fut retardé le temps de peaufiner la charte encore quelques mois supplémentaires sous l'impulsion de Dan Branen et Edgar Patman. Afin d'officialiser la discipline et d'avoir la reconnaissance, c'est sous le patronage de l'International Association of Athletics Federations que les championnats mondiaux auront lieu et sur celui de l'European Athletic Association pour les championnats européens. La première épreuve organisée était donc le championnat d'Europe de 100 km à Torhout le 20 juin 1987, puis dans les années à venir, d'autres championnats et épreuves, qu'il soit mondial ou continental viendront au fil du temps. Son adhésion était composée de 5 fédérations d'ultradistances, 13 à la fin de l'année 2004, des Fédérations membres de l'IAAF et d'associations ou individus d'horizons diverses quand ce fut permis jusqu'à la fin de l'année 2004, date à laquelle l'Internationale Association d'Ultrarunners intégra officiellement en son sein, L'International Association of Athletics Federations. Depuis, seule des Fédérations nationales d'athlétisme ou d'ultradistance peuvent en être rattachées. En 2006, le siège de l'IAU sera basé à la même adresse que l'IAAF à Monaco. Précédemment, il était situé à Londres depuis sa création.
À sa création, une charte et une série de règles reprises en grande partie sur les règles existante de l'IAAF furent établies, ainsi qu'une série officielle d'épreuves comprenant les 30, 40, 50, 60, 70, 80, 90, 100, 200, 400, 500, 600, 800 et 1 000 miles, 50, 100 et 200, 500 et 1 000 km, ainsi que des épreuves horaires dont le but est de faire le maximum de kilomètres et de mètres dans la durée impartie sur 6h, 12h, 24h, 36h, 48h, 60h, 72h, 96h, 120h, 144h, soit 6 jours repris sur une antique joute d'épreuve ayant eu lieu au cours d'une décennie de la fin du XIXe siècle et aussi d'autres épreuves multi-jours ou épreuves par étape ou non-stop, ainsi que la reconnaissance de record sur le standard d'épreuve officielle sous forme de sous catégorie et par type de surface (Route, Piste, Salle, Chemin) par une commission spécifique. En février 1992, devant l'accroissement du nombre de participants, peu nombreux au départ, et l'évolution de la discipline, une première épuration d'épreuve eu lieu, dont il ne restait plus que les épreuves officielles suivantes : les 50, 100 et 1 000 miles, 50, 100 et 1 000 km pour les épreuves métriques, pour les épreuves horaires les 6h, 12h, 24h, 48h, 6 jours (144h). Seules quelques Fédérations nationales garderont les anciennes épreuves à titre officielle dans leurs pays respectifs, puis à la fin de l'année 2006 avec application au 1er janvier 2007, les 50 miles et 1 000 km disparus de l'ancienne charte et du règlement. Les 50 miles font leurs retours officiellement au 1er janvier 2012 et les 1 000 km au 1er septembre 2018.

## Organisation
La structure de cette Fédération est composée d'un président, un vice-président, un secrétaire général, puis de différents directeurs comprenant un directeur comité Organisation, un directeur des Compétitions, un directeur des Finances, un directeur de Marketing, Développement et Protocole, un directeur de Communication, un directeur comité Technique, un directeur comité Médical, un directeur comité Statistique et Record, un directeur de comité Trail et de 4 représentants de continent respectif (Europe, Asie, Amérique, Afrique et Océanie). En dehors de l'aspect de sa mise en place lors de sa création et du temps nécessaire à l'élaboration finale des textes sur le plan administratif, ainsi que de la validation par les membres de l'IAAF, ils sont élus pour une durée de 4 ans depuis 2004 comme pour la période Olympique d'été, même si les anciens représentants furent élus tous les quatre ans avant.

### Liste chronologique des représentants de l'IAU par mandat
L'IAU a compté trois présidents depuis sa création :
| Poste               | Nom - Prènom     | Pays        |
| ------------------- | ---------------- | ----------- |
| Président           | Malcolm Campbell | Royaume-Uni |
| Vice-président      | Gérard Stenger   | France      |
| Secrétaire Générale | Hilary Walker    | Royaume-Uni |

| Poste               | Nom - Prènom  | Pays        |
| ------------------- | ------------- | ----------- |
| Président           | Dirk Strumane | Belgique    |
| Vice-président      | Roelof Veld   | Pays-Bas    |
| Secrétaire Générale | Hilary Walker | Royaume-Uni |

| Poste               | Nom - Prènom  | Pays        |
| ------------------- | ------------- | ----------- |
| Président           | Dirk Strumane | Belgique    |
| Vice-président      | Norman Wilson | Royaume-Uni |
| Secrétaire Générale | Hilary Walker | Royaume-Uni |

| Poste               | Nom - Prènom    | Pays        |
| ------------------- | --------------- | ----------- |
| Président           | Dirk Strumane   | Belgique    |
| Vice-présidente     | Liesbeth Jansen | Pays-Bas    |
| Secrétaire Générale | Hilary Walker   | Royaume-Uni |

| Poste               | Nom - Prènom  | Pays        |
| ------------------- | ------------- | ----------- |
| Président*          | Dirk Strumane | Belgique    |
| Président           | Nadeem Khan   | Canada      |
| Vice-président*     | Nadeem Khan   | Canada      |
| Vice-président      | Robert Boyce  | Australie   |
| Secrétaire Générale | Hilary Walker | Royaume-Uni |

- À la fin du mois de janvier 2017, Dirk Strumane, démissionnaire est remplacé par son vice-président par intérim, lui même nommé officiellement président courant du mois d'avril 2018 et remplacé à la vice-présidente par l'Australien Robert Boyce.